# Jesper Boqvist
Patric Jesper Boqvist (* 30. August 1998 in Falun) ist ein schwedischer Eishockeyspieler, der seit Juli 2024 bei den Florida Panthers aus der National Hockey League unter Vertrag steht. Mit dem Team gewann er in den Playoffs 2025 den Stanley Cup. Zuvor verbrachte der Center vier Jahre bei den New Jersey Devils.

## Karriere
Jesper Boqvist wurde in Falun geboren und wuchs in Hedemora auf. Dort begann er beim ortsansässigen Hedemora SK mit dem Eishockeyspielen, ehe er zur Saison 2014/15 in die Jugend des Brynäs IF wechselte. Für die Mannschaft aus Gävle lief er noch in der gleichen Spielzeit erstmals in der J20 SuperElit auf, der ranghöchsten Juniorenliga Schwedens. Dort verzeichnete der Angreifer im Folgejahr 58 Scorerpunkte in 38 Spielen und wurde damit ligaweit nur von Lias Andersson (59) übertroffen, während er parallel dazu erstmals für die Herrenauswahl von Brynäs IF in der Svenska Hockeyligan (SHL) auf dem Eis stand. Die Saison 2016/17 verbrachte er zu etwa gleichen Teilen in der SuperElit, bei der A-Mannschaft von Brynäs sowie auf Leihbasis beim Timrå IK aus der zweitklassigen Allsvenskan. In den Playoffs um die Meisterschaft des Jahres 2017 erreichte er mit Brynäs unterdessen das Endspiel, scheiterte dort jedoch mit 3:4 an HV71. Anschließend wurde der Schwede im NHL Entry Draft 2017 an 36. Position von den New Jersey Devils berücksichtigt. Im weiteren Verlauf etablierte er sich in der SHL und wurde in der Spielzeit 2018/19 mit 35 Punkten aus 51 Partien zweitbester Scorer seines Teams nach Ryan Gunderson (38).
Die New Jersey Devils statteten Boqvist im Juni 2019 mit einem Einstiegsvertrag aus, ehe er sich im Rahmen der Vorbereitung auf die Saison 2019/20 einen Platz in deren Aufgebot erspielte. Demzufolge gab er Anfang Oktober 2019 sein Debüt in der National Hockey League (NHL), steht allerdings auch beim Farmteam auf dem Eis, den Binghamton Devils aus der American Hockey League (AHL). Im weiteren Verlauf etablierte er sich im NHL-Aufgebot der Devils.
Nach vier Jahren in New Jersey wurde sein auslaufender Vertrag nach der Saison 2022/23 nicht verlängert, sodass er sich im Juli 2023 als Free Agent den Boston Bruins anschloss. In gleicher Weise wechselte er im Juli 2024 zu den Florida Panthers. In den folgenden Playoffs 2025 gewann Boqvist seinen ersten Stanley Cup, wobei die Panthers mit einem 4:2-Erfolg über die Edmonton Oilers ihren Titel verteidigten.

### International
Das Ivan Hlinka Memorial Tournament 2015 war das erste internationale Turnier, das Boqvist mit den schwedischen Nachwuchsnationalmannschaften bestritt. Dort gewann das Team die Silbermedaille, ebenso wie bei der folgenden U18-Weltmeisterschaft 2016 nach einer Finalniederlage gegen Finnland. Anschließend nahm er mit der U20-Nationalmannschaft seines Heimatlandes an der U20-Weltmeisterschaft 2018 teil, bei der die Tre Kronor nach einer erneuten Endspielniederlage eine weitere Silbermedaille errangen. Schließlich debütierte der Angreifer im Rahmen der Euro Hockey Tour 2018/19 auch für die A-Nationalmannschaft Schwedens.

## Erfolge und Auszeichnungen
- 2015 Silbermedaille beim Ivan Hlinka Memorial Tournament
- 2016 Silbermedaille bei der U18-Weltmeisterschaft
- 2018 Silbermedaille bei der U20-Weltmeisterschaft
- 2025 Stanley-Cup-Gewinn mit den Florida Panthers

## Karrierestatistik
Stand: Ende der Saison 2024/25

### International
Vertrat Schweden bei:
- Ivan Hlinka Memorial Tournament 2015
- U18-Weltmeisterschaft 2016
- U20-Weltmeisterschaft 2018

(Legende zur Spielerstatistik: Sp oder GP = absolvierte Spiele; T oder G = erzielte Tore; V oder A = erzielte Assists; Pkt oder Pts = erzielte Scorerpunkte; SM oder PIM = erhaltene Strafminuten; +/− = Plus/Minus-Bilanz; PP = erzielte Überzahltore; SH = erzielte Unterzahltore; GW = erzielte Siegtore; 1 Play-downs/Relegation; Kursiv: Statistik nicht vollständig)

## Familie
Sein jüngerer Bruder Adam Boqvist (* 2000) ist ebenfalls als Eishockeyspieler aktiv und läuft seit der Saison 2019/20 ebenfalls in der NHL auf.